# Condução coercitiva
Condução coercitiva é uma forma impositiva de levar sujeitos do processo, à presença de autoridades policiais ou judiciárias independente de suas vontades. Sujeitos do processo incluem ofendidos, testemunhas, acusados ou peritos. Trata-se de medida prevista no Código de Processo Penal Brasileiro (CPP) como forma de obrigar o sujeito a comparecer ao ato para o qual foi intimado, quando ele já deixou de comparecer sem dar justificativas. Segundo alguns juristas, trata-se de uma modalidade de prisão cautelar de curta duração cuja finalidade é garantir a conveniência da produção da prova. Se equiparada à prisão cautelar, a condução coercitiva contraria o artigo 5°, inciso LXI, da Constituição Brasileira de 1988, ainda que o procedimento seja previsto no CPP, instituído em  1941.

## Aspectos constitucionais - controvérsias
O Código de Processo Penal Brasileiro (CPP) autoriza a aplicação da condução coercitiva do ofendido, da testemunha, do acusado e do perito que se recusem a comparecer em juízo, podendo inclusive serem algemados e conduzidos em viatura policial. O artigo 218 do CPP refere-se à necessidade de intimação prévia. Assim, há quem defenda que, mesmo sob a justificativa de prestar esclarecimentos e  no interesse da justiça na  fase do inquérito policial,  a condução coercitiva, sem  intimação, viola o direito à liberdade de testemunhas e indiciados. Por essa linha, somente  poderá  ser conduzida coercitivamente a testemunha que, tendo sido regularmente intimada,  não comparecer ao ato para o qual foi intimada, sem apresentar justificativa.
Ainda nessa linha, segundo a Constituição Brasileira, apenas nos casos de transgressão ou crime propriamente militar é possível a prisão sem o flagrante delito. No âmbito da justiça comum, a prisão perpetrada por autoridade policial, sem ordem da  autoridade judiciária competente, é, segundo uma certa vertente do pensamento jurídico, inconstitucional. Seria uma forma de prisão cautelar - que perdura até a oitiva do ofendido e dos conduzidos coercitivamente - , configurando, segundo esses juristas, cerceamento da liberdade de locomoção, em desobediência aos preceitos constitucionais.
No entanto, há quem considere ser constitucional a condução coercitiva emanada de autoridade policial, sob o argumento de que  serve como garantia da produção da prova. Dentro dessa visão, o período em que um cidadão é mantido em dependência policial enquanto é analisada a representação por sua imperiosa segregação temporária não é considerado como prisão, e essa permanência seria mera decorrência do exercício da  investigação criminal. A ordem de condução coercitiva deve, segundo seus defensores, ser emanada do delegado de polícia presidente da investigação, ainda que sem prévio mandado de intimação. De acordo com essa vertente, a condução coercitiva que implique segregação temporária seria um procedimento legítimo que pode preceder uma  "prisão para investigação" (essência da prisão temporária), e não poderia ser confundido com a  irregular "prisão para averiguação" ou  mera captura infundada. A condução coercitiva de pessoa intimada para prestar esclarecimentos necessários à fundamentação de inquérito (demonstração de autoria e materialidade) seria ato legítimo, segundo essa visão, podendo também ocorrer a prisão em caso de desobediência. 